# Aliança
Aliança is een gemeente in de Braziliaanse deelstaat Pernambuco. De gemeente telt 40.235 inwoners (schatting 2009).

## Geboren
- Mestre Salustiano (1945-2008), acteur, muzikant en componist
- Anderson Hernanes de Carvalho Viana Lima, "Hernanes" (1985), voetballer
- Joelinton Cassio Apolinário de Lira, "Joelinton" (1996), voetballer